# To Live Is to Die
Pistes de ...And Justice for All
The Frayed Ends of Sanity (07) Dyers Eve (09)
To Live Is to Die est la 8e piste du 4e album ...And Justice for All de Metallica sorti en 1988, d'une durée de 9 minutes et 49 s (autant que The Outlaw Torn sur Load), ce qui en fait l'un des plus longs morceaux du groupe après le medley Mercyful Fate de l'album de reprises Garage Inc. et Suicide and Redemption de l'album Death Magnetic).
Ce morceau peut être considéré comme un instrumental (tout comme The Call of Ktulu et Orion extraits de leurs deux albums précédents ainsi que Suicide and Redemption de l'album Death Magnetic) et est le dernier à avoir été composé par Cliff Burton, ancien bassiste du groupe mort le 27 septembre 1986 lors d'un accident d'autobus. Toutefois, contrairement aux autres morceaux instrumentaux des Four Horsemen, To Live Is to Die contient quelques paroles à partir de 7 minutes et 35 secondes, durant 17 secondes : il s'agit d'un extrait de poème qui avait été cité par Cliff Burton lors d'une interview, déclamé plutôt que chanté par James Hetfield, en hommage au musicien et ami disparu.
Ce morceau a été joué en concert pour la première fois à Seattle en 1989, mais sous une forme partielle. À ce jour, le morceau n'a été joué en intégralité qu'une seule fois, le 7 décembre 2011 à San Francisco.